# Fallossymbol

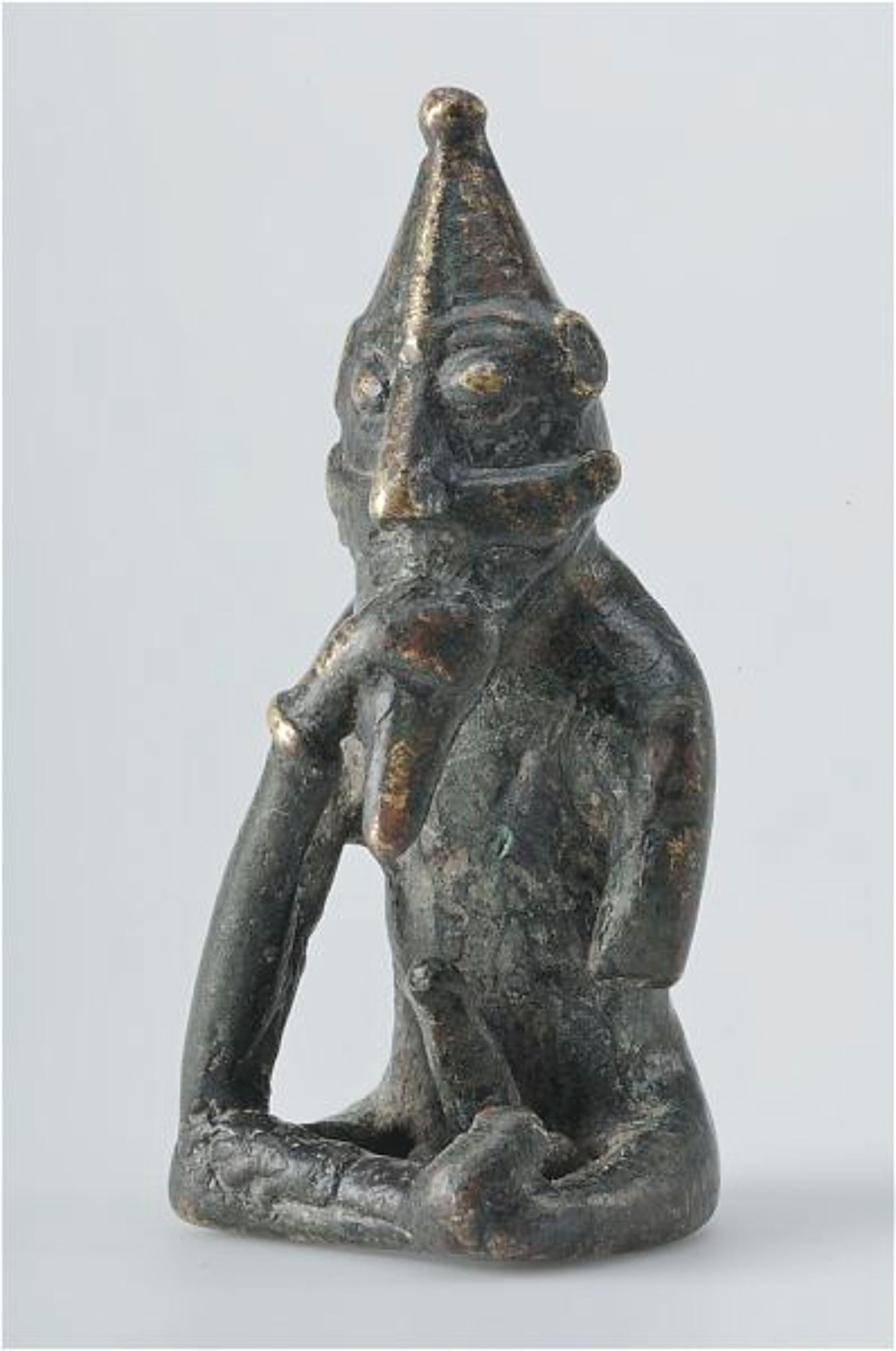
Statyett med tydlig fallos som anses föreställa Frej ("Rällinge-statyetten"). Daterad till 1000-talet, funnen i Rällinge, Södermanland.

En fallossymbol är en avbildning av en erigerad penis. Vanligen förekommer fallosen i kult, till exempel på avbildningar av fruktbarhetsgudar. Fallosar var även vanliga i attisk komedi och förekom även i Dionysoskultens karnevaltåg.
Fallossymboler förekommer i många kulturer. Inom nordisk religion brukar Frej avbildas som fallosbärare. Många hällristningar innehåller också element som kan tolkas som fallossymboler.